# Территориальные споры России
Территориальные споры России — споры между Российской Федерацией и прочими государствами о принадлежности некоторых территорий.

## Оккупированные Россией территории

Территория территории со спорным статусом, на которые претендуют государства-члены ООН кратковременных оккупаций и спорные территории, на которые претендуют самопровозглашенные государства

### Молдавия
- Приднестровье — Согласно позиции Молдавии и резолюции ПАСЕ[1], территория, занятая ПМР, признаётся временно оккупированной Россией территорией. В законодательстве Молдавии данная территория именуется административно-территориальными единицами левого берега Днестра.

### Украина
- Крым — бо́льшая часть полуострова (за исключением северной части Арабатской стрелки) в результате аннексии Крыма в 2014 году была включена в состав России с образованием новых субъектов РФ (Республики Крым и города федерального значения Севастополя), но согласно административно-территориальному делению Украины по прежнему входит в состав Украины (как Автономная Республика Крым и город со специальным статусом Севастополь). Согласно позиции Украины и международного сообщества, данные территории являются временно оккупированными Россией.
- Луганская, Донецкая, Херсонская и Запорожская области. В ходе боевых действий в 2022 году Россия объявила данные территории своими субъектами. В конституцию Российской Федерации были внесены следующие субъекты: Донецкая и Луганские Народные Республики, Херсонская и Запорожская области. По состоянию на начало 2023 года Россия не контролирует данные территории полностью. Согласно позиции Украины и международного сообщества, данные территории являются временно оккупированными Россией.

### Грузия
- Территория Республики Абхазия — согласно решению ПАСЕ[2] и собственному закону Грузии об оккупированных территориях, является оккупированной Россией территорией Грузии. В свою очередь, Россия заявляет, что на территории республики лишь находится её миротворческий контингент.
- Территория Республики Южная Осетия — согласно решению ПАСЕ[2] и собственному закону Грузии об оккупированных территориях, является оккупированной Россией территорией Грузии. В свою очередь, Россия заявляет, что на территории республики лишь находится её миротворческий контингент.

## Спорные территории

### Абхазия / Грузия
- Село Аибга Гагрского района Абхазии с прилегающей территорией (160 км2) — оспаривается Россией как часть единого села Аибга, разделённого в советское время административной границей по реке Псоу между РСФСР и Грузинской ССР.

### Китайская Республика (Тайвань)
- Тыва (Урянхайский край) управляется Россией, оспаривается частично признанной Китайской Республикой.
- Шестьдесят четыре деревни к востоку от реки Амур управляются Россией, оспариваются частично признанной Китайской Республикой.

### Южная Корея
- Остров Ноктундо. По договору об установлении линии государственной границы по фарватеру Туманной между СССР и КНДР территория бывшего острова Ноктундо была признана советской. Эту сделку не признала Южная Корея, которая продолжает считать Ноктундо и всю КНДР территорией Кореи.

### Япония

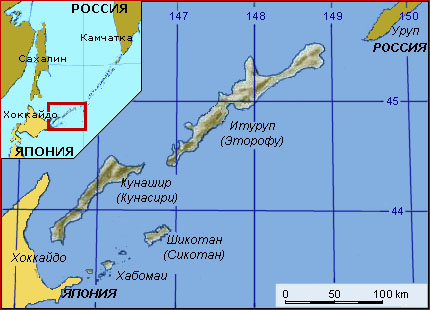
Спорные острова Курильской гряды

- Южные Курильские острова (Итуруп, Кунашир, Шикотан, группа островов Хабомаи) общей площадью 5175 км2 — управляются Россией, оспариваются Японией.